# Kristrún Frostadóttir
Kristrún Mjöll Frostadóttir (n. 12 mai 1988, Reykjavík, Islanda) este o politiciană și economistă islandeză, care ocupă funcția de prim-ministru a Islandei din decembrie 2024 și este, în prezent, lidera Alianței Social-Democrate. A fost aleasă în Althing la alegerile legislative din 2021. La vârsta de 37 de ani, este cel mai tânăr lider de stat aflat în funcție din lume.

## Biografie
Kristrún s-a născut la Reykjavík, fiind fiica lui Frosti Fífill Jóhannsson, etnograf, și a lui Steinunn Guðný H. Jónsdóttir, medic. A absolvit Reykjavik Junior College, apoi a obținut o diplomă de licență la Universitatea din Islanda. Ulterior, a urmat un masterat în studii internaționale la Yale Jackson School of Global Affairs și un alt masterat în economie la Universitatea Boston.

## Carieră profesională
Kristrún a lucrat ca jurnalistă pentru ziarul economic Viðskiptablaðið și a fost angajată în departamentul de analiză al Arion Bank. A activat ca specialistă pentru Morgan Stanley, inițial la New York și apoi la Londra. În 2017, a devenit economistă-șefă a Camerei de Comerț a Islandei, iar în 2018 a fost numită economistă-șefă a băncii Kvika, funcție pe care a deținut-o până în 2021, când a candidat pe lista Alianței Social-Democrate în circumscripția Reykjavík Sud.

## Carieră politică

### Parlament
Kristrún a fost aleasă deputată în Althing pentru circumscripția Reykjavík Sud la alegerile parlamentare din 2021. La alegerile anticipate din 2024, a fost aleasă să reprezinte circumscripția Reykjavík Nord.
Înainte de a deveni prim-ministru, a fost membră a Comisiei pentru buget între 2021 și 2024, având și o scurtă participare în 2023 în cadrul Comisiei pentru afaceri economice și comerț.

### Conducerea partidului
Kristrún și-a anunțat candidatura pentru conducerea partidului în august 2022 și a fost aleasă în cadrul congresului din octombrie, fără opoziție, cu 94% din voturi.

### Prim-ministru a Islandei (2024–prezent)
Kristrún a condus partidul în alegerile anticipate din 2024, obținând 20,8% din voturi și 15 locuri în Althing. A purtat negocieri pentru formarea unei coaliții cu partidele Viðreisn și Partidul Poporului, începând cu 4 decembrie. Acestea s-au încheiat după șaptesprezece zile, moment în care a fost numită oficial prim-ministru împreună cu noul său cabinet.

## Viață personală
Kristrún este căsătorită cu Einar Bergur Ingvarsson și au doi copii, născuți în 2019 și respectiv 2023.